# 上海自來水公司

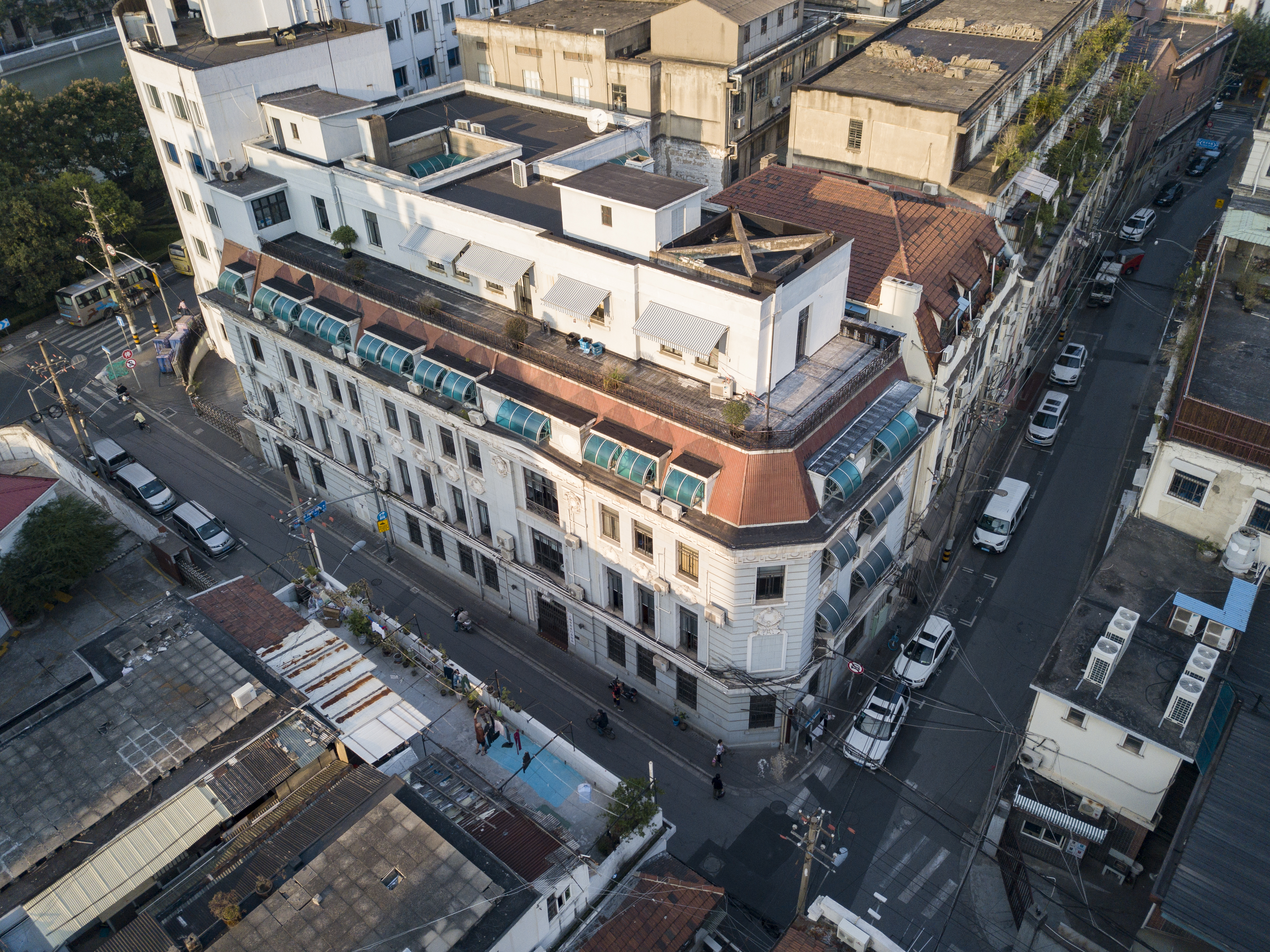
上海自来水公司大楼

上海自來水公司（The Shanghai Waterworks Company），是清朝及中華民國時期上海的一家英国资本供水公司。该公司于1880年11月2日注册于伦敦，并自1883年8月1日开始供水。

## 參见
- 杨树浦水厂
- 英商自来水公司大楼